# Sd.Kfz. 232
L'Sd. Kfz. 232 era un'autoblindo che operò dal 1933 alla fine della seconda guerra mondiale con le forze armate tedesche. La SdKfz 232 fu prodotta in due versioni, differenti sia morfologicamente sia come periodi di produzione: la Sd.Kfz. 232 Schwere Panzerspähwagen (Fu) 6 rad (Autoblindo pesante da ricognizione SdKfz 232 a 6 ruote, con impianto radio potenziato - suffisso Fu) e successivamente la SdKfz 232 Schwere Panzerspähwagen (Fu) 8 rad, che differiva dalla precedente in quanto era fornita di 8 ruote per migliorare il comportamento su terreno vario.
Le autoblindo Sd.Kfz. 232 non erano che le autoblindo Sd.Kfz. 231 6 rad e Sd.Kfz. 231 8 rad su cui era stato installato l'impianto radio per comunicazioni a lunga distanza. La grossa e ingombrante antenna a traliccio dell'apparecchiatura radio rendeva questi veicoli difficilmente mimetizzabili, tanto che dal 1942 in poi le antenne a traliccio cominciarono ad essere sostituite con antenne verticali. Entrambe le autoblindo conservavano l'armamento e le caratteristiche meccaniche delle SdKfz 231 originali. La caratteristica più tipica di questi veicoli era che la torretta fungeva da supporto per l'antenna a traliccio, questo costrinse ad aggiungere due supporti ad L alla torretta ed un anello di rotazione su cui potevano ruotare i bracci corti della L all'antenna per permettere la rotazione della torretta. La produzione della SdKfz 232 6-rad iniziò nel 1932 e la distribuzione alle truppe nel 1933, durando fino al 1935. A partire dal 1940 furono ritirate dalle unità di prima linea. La produzione della Sd.Kfz. 232 8 rad iniziò nel 1935 e si protrasse fino alla fine del 1942.
La Sd.Kfz. 232 8 rad era un fuoristrada eccellente grazie al sistema di sterzata e di trasmissione del movimento su tutte e otto le ruote. Alcune caratteristiche distintive del SdKfz 232 8 rad erano la capacità di superare ostacoli verticali di 0,5 m, attraversare trincee larghe fino a 1,25 m e di guadare fiumi profondi fino a 1,3 m. Le caratteristiche come fuori strada del Sd.Kfz. 232 6 rad erano invece molto più basse, essendo limitate dal fatto che le uniche ruote motrici erano quelle posteriori, in quanto era costruita sul telaio di un autocarro 6x4.